# Jane Addams
Jane Addams (06 Tháng 9 năm 1860 - ngày 21 Tháng 5 năm 1935) là một nhà hoạt động xã hội tiên phong/nhà cải cách người Mỹ, nhân viên xã hội, nhà triết học đại chúng và là một tác gia, đồng sáng lập Liên minh Tự do Dân sự Mỹ và Liên đoàn Phụ nữ Quốc tế vì Hòa bình và Tự do, và là người phụ nữ Mỹ đầu tiên giành giải Nobel Hòa bình và được công nhận là người sáng lập của nghề công tác xã hội tại Hoa Kỳ.
Bà và Woodrow Wilson (Tổng thống Hoa Kỳ thứ 28) tự nhận mình là nhà cải cách và nhà hoạt động xã hội, Addams là một trong những người nổi bật nhất trong các nhà cải cách của Thời kỳ Cấp tiến (Progressive Era). Bà đã giúp hướng nước Mỹ quan tâm đến các vấn đề mẹ, nhu cầu của trẻ em và y tế công cộng tại địa phương, và hòa bình thế giới. Bà cho rằng nếu phụ nữ muốn chịu trách nhiệm cho việc làm sạch cộng đồng của họ và làm cho nơi địa phương họ sống tốt hơn, họ cần thiết tích cực hoạt động xã hội và cần được quyền bầu cử và bỏ phiếu để nâng cao hiệu quả. Addams đã trở thành một hình mẫu cho người phụ nữ trung lưu tình nguyện để nâng cao mức sống cộng đồng của họ. Bà ngày càng được công nhận là một thành viên của phong cách triết học thực dụng Mỹ. Năm 1889, bà đồng sáng lập một nơi gọi là nhà Hull (Hull House) cùng với Ellen Gates Starr, và năm 1920 bà là người đồng sáng lập của Liên minh Tự do Dân sự Mỹ (American Civil Liberties Union - ACLU) và Liên đoàn Phụ nữ Quốc tế vì Hòa bình và Tự do. Bà đã nỗ lực cố gắng để chăm sóc các vấn đề của người nghèo và người nhập cư phải đối mặt ở Chicago trong phong trào xây dựng cộng đồng dân cư (Settlement movement). Bà mong muốn hòa bình hơn, và nhiều hơn nữa các quyền dân sự đối với những người nhập cư và phụ nữ. Năm 1931, bà đã trở thành người phụ nữ Mỹ đầu tiên được trao giải Nobel Hòa bình, cùng với Nicholas Murray Butler.
Bà sinh ra ở Cedarville, Illinois. Bà là em gái của Alice Haldeman. Addams là một người đồng tính nữ. Bà qua đời tại Chicago.

## Vinh danh

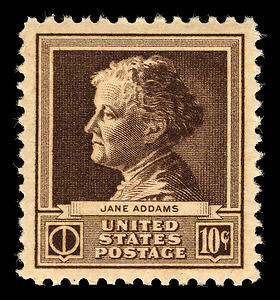
Tem bưu chính Mỹ với chân dung Jane Addams

- 1910 Tiến sĩ danh dự của Đại học Yale
- 1929 Chủ tịch danh dự Liên đoàn Phụ nữ Quốc tế vì Hòa bình và Tự do
- 1931 Giải Nobel Hòa bình (cùng với Nicholas Murray Butler)
- 1940 Tem bưu chính Mỹ với chân dung Jane Addams[4]
- 2007 Vào ngày 10 tháng 12 năm 2007, Illinois đã cử hành lần đầu tiên Ngày Jane Addams hàng năm.[5]
- 2013 Google Doodle đánh dấu Kỷ niệm 153 năm ngày sinh của bà[6]

Tên của bà cũng được đặt cho nhiều trường học, phân khoa và tòa nhà.

## Tác phẩm
- Democracy and social ethics. Macmillan, New York 1902.
- Children in American street trades. National Child Labor Committee, New York 1905.
- New ideals of peace. Chautauqua Press, Chautauqua, N.Y. 1907.
- The Spirit of Youth and the City Streets. Macmillan, New York 1909.
- Twenty Years at Hull House (Hai mươi năm tại Hull House). 1910
- The Wage-earning woman and the state. Boston Equal Suffrage Association for Good Government, Boston [191?].
- Symposium: child labor on the stage. National Child Labor Committee, New York [1911?].
- Twenty years at Hull-house, with autobiographical notes. Nhà xuất bản: The Macmillan Company; New York 1910, lần in thứ 3 năm 1912
- Sách của Jane Addams tại Internet Archive Online